# Ivar Gren

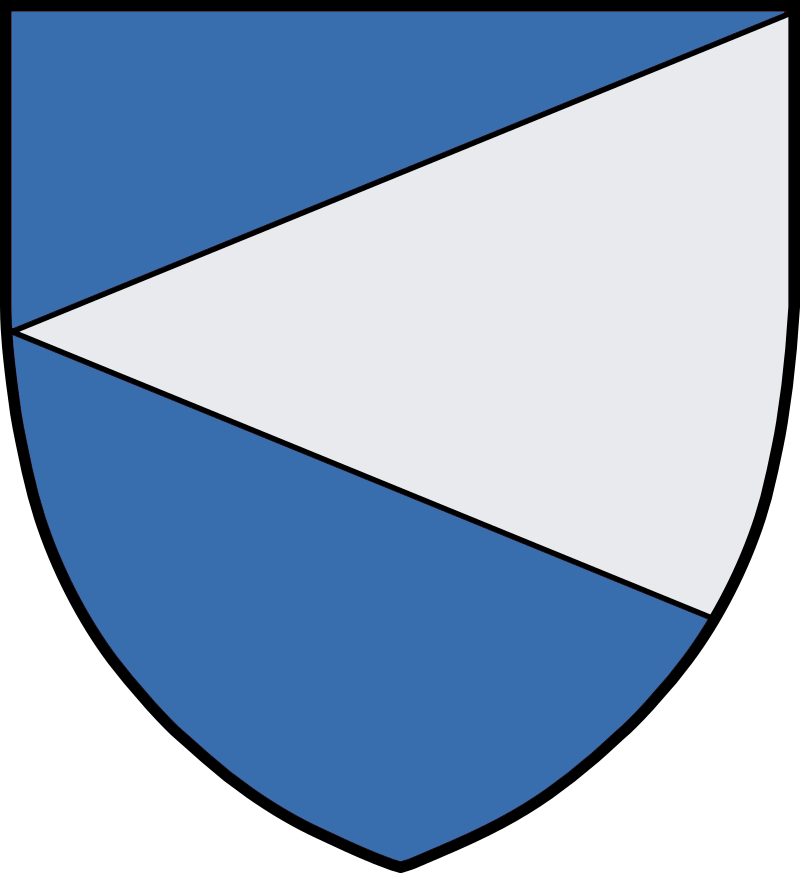
Ätten Grens vapen.

Ivar Gren var en svensk riddare och riksråd. Han var son till Magnus Gren och far till Måns Gren.

## Biografi
Ivar Gren delade faderns landsflykt på 1450-talet och återvände till Sverige med denne. Han knöt sig starkare än fadern till den uppsvenska rådsgruppen. Gren deltog i Kettil Karlssons uppror 1464 och var en av förespråkarna för kung Karls återinkallande. Vid brytningen mellan Jöns Bengtsson och denne 1467 understödde Gren den förre men försonade sig kort därefter med kungen. Då det Oxenstiernska partiet gjorde sin sista resning under Erik Karlssons ledning, slöt sig Gren på nytt till sina gamla meningsfränder och deltog på Kristian I:s sida i slaget vid Brunkeberg. Han verkar därefter spelat en mindre aktiv politisk roll. Gren var hövitsman på Axevalla hus 1465–1469, och deltog i rådsmöten fram till 1495.